# كريستوفر جونسن مكندلز
كريستوفر جونسن مكندلز (بالإنجليزية: Christopher Johnson McCandless)‏ أو «أِلكْسَندر سوبر رحالة» (الرحالة الخارق). (12 فبراير 1968 ـ 18 أغسطس 1992). مغامر أمريكي سافر إلى البرية في ألاسكا مع القليل من الطعام والمعدات، آملاً أن يعيش منعزلا لفترة. بعد حوالي أربعة أشهر عُثر على كريس (30 كجم) ميتاً بسبب تسمم بعد أن أكل نبات سام. جُسِّدت حياته في السيرة الغيرية لجون كراكوير في كتاب رحلة إلى عمق الوحدة (into the wild). هذا المُؤَلّف عرف طريقه للسينما عام 2007 على يد شين بين في الفيلم الذي حمل نفس العنوان.

## الشباب
كريستوفر مكندلز هو ابن والت مكندلز 1936 وويلملينا ماكندلز (1945). والده مُزداد ب غريلي في ولاية كولورادو الأمريكية، وهو مهندس فيزياء. بعد زواج أول أثمر ب 4 أبناء، تزوج والت مرة أخرى سنة 1967 فرزق بولدين هما كريس وكارين. إلا أن علاقة كريس بوالده ستتدهور مباشرة بعد اكتشافه لزواج أبيه الأول. تأثر كريس بالمثالية وعرف بمُعارضته للمجتمع الاستهلاكي الحديث، وكان غالبا ما ينعزل عن الناس، فوجد الأُنس في كتب هنري دافيد تورو وإميرسون وجاك لندن.
حصل كريس سنة 1980 على شهادة الباكلوريا «شهادة الدراسات الثانوية» ليلتحق بجامعة إموري فيحصل منها على دبلوم الدراسات الجامعية سنة 1990 حسب وصف معارف كريس فإنه كان طالبا مجتهدا وحقق إنجازات أكاديمية وكان محبوبا من قبل الجميع
السنوات الأخيرة
غادر كريس ماكاندلز أطلانطا في يوليو من سنة 1990. وقد تجوّل تقريبا في ربوع أمريكا كلها، عبر جورجيا ولويزيانا وتكساس والمكسيك الجديدة وأريزونا وكاليفورنيا وأوريغون ومونتانا انتهاء بكندا وآلاسكا،
المحطة الأخيرة التي وقف فيها كريس هي داكوتا، وقد غادرها في الـ 15 من أبريل 1992، وقد وصل إلى آلاسكا من هناك في ستة أيام
وصل كريس إلى آلاسكا لإنجاز مشروعه المهم وهو تحقيق حريته الشخضية بعيدا عن الذنوب والمعاصي بتاريخ 1 ماي من سنة 1992 مرّت حوالي 4 أشهر ومتواجد بالحافلة رقم 142 يأكل أساسيا من الحيوانات الصغيرة وغيرها، توفي كريس جرّاء معاناته من الجوع في الـ 12 غشت من نفس السنة في الحافلة وقد وُجدت جثته بعد مرور أكثر من أسبوعين وبالضبط في الـ 6 من سبتمبر حيث كان يزن 30 كيلوغراما فقط
آخر ما كتبه كريس في كتابه:«لقد عشت حياة سعيدة وأنا أشكر الله، مع السلامة وبارك الله فيكم»